# イン・ザ・トール・グラス -狂気の迷路-
『イン・ザ・トール・グラス -狂気の迷路-』（原題:In the Tall Grass）は2019年に配信された米加合作のホラー映画である。監督はヴィンチェンゾ・ナタリ、主演はパトリック・ウィルソンが務めた。本作はスティーヴン・キングとジョー・ヒルが2012年に発表した短編小説『In the Tall Grass』を原作としている。

## 概略
カンザス州。ベッキーとカルの姉弟は広大な草むら―そこに生えている草は大人の背丈ほどもあった―の中から助けを求める少年の声を聞き、草むらの中へと分け入っていった。2人はすぐ少年を見つけられると思っていたが、なかなか見つけられず、歩き回っているうちに自分たちも道に迷ってしまった。しかも、2人は離ればなれになってしまった。事ここに至り、2人は草むらの異様さに気が付いたが、既に手遅れであった。

## キャスト
- パトリック・ウィルソン - ロス・フンボルト（吹替：咲野俊介）
- ライズラ・デ・オリヴェイラ - ベッキー・デムス（吹替：島田愛野）
- ハリソン・ギルバートソン - トラヴィス・マッキーン（吹替：細谷佳正）
- エイヴリー・ホワイテッド - カル・デムス（吹替：大隈健太）
- レイチェル・ウィルソン - ナタリー・フンボルト（吹替：おまたかな）
- ウィル・ビュイエ・Jr - トビン・フンボルト（吹替：新田早規）

## 製作
2018年5月8日、Netflixがスティーヴン・キングとジョー・ヒルの短編小説『In the Tall Grass』の映画化に着手しており、ヴィンチェンゾ・ナタリが監督に起用されたとの報道があった。その際、ジェームズ・マースデンに本作への出演オファーが出ているとも報じられた。8月7日、スケジュールの都合でマースデンが降板することになり、代役としてパトリック・ウィルソンが起用されたとの発表があった。また、ライズラ・デ・オリヴェイラとハリソン・ギルバートソンがキャスト入りした。2019年9月11日、マーク・コーヴェンが本作で使用される楽曲を手掛けることになったと報じられた。

### 撮影
2018年7月30日、本作の主要撮影がカナダのトロントで始まった。撮影はオンタリオ州のパース・サウスやエルミラでも行われた。

## 公開・マーケティング
2019年9月18日、本作のオフィシャル・トレイラーが公開された。20日、本作はファンタスティック・フェストでプレミア上映された。

## 評価
本作に対する批評家からの評価は伸び悩んでいる。映画批評集積サイトのRotten Tomatoesには40件のレビューがあり、批評家支持率は43%、平均点は10点満点で5.43点となっている。サイト側による批評家の見解の要約は「『イン・ザ・トール・グラス -狂気の迷路-』の設定にはポテンシャルがあった。しかし、その面白さは雑草のように魅力のない展開の中で急速に失われていく。同作は短編小説を長編映画にまで拡張するのに四苦八苦している。」となっている。また、Metacriticには12件のレビューがあり、加重平均値は44/100となっている。